# Мандукья-упанишада
«Манду́кья-упаниша́да» (IAST: Māndūkya Upaniṣad) — текст на санскрите, самая малая по объёму из одиннадцати упанишад канона мукхья, к которому принадлежат наиболее древние упанишады, прокомментированные Шанкарой. «Мандукья-упанишада» ассоциируется с «Атхарваведой» и в каноне муктика из 108 основных упанишад стоит на 6-м месте.
«Мандукья-упанишада» написана в прозе и состоит из 12 афоризмов, в которых объясняется священный слог «Ом» и различные психологические состояния. Значение этой упанишады превозносится в других ведийских текстах. В последней из 108 упанишад канона муктика, «Муктика-упанишаде», говорится, что «Мандукья-упанишады» достаточно для того, чтобы обрести мокшу.
В этой Упанишаде содержится много буддийских терминов и характерных для буддизма выражений. По этой причине, учёные считают, что она была составлена в более поздний период по сравнению с другими Упанишадами мукхья и испытала на себе сильное влияние буддизма махаяны. Большинство учёных датируют «Мандукья-упанишаду» I—II веком.
Самый ранний сохранившийся комментарий на «Мандукья-упанишаду» был написан Гаудападой. В этом комментарии, озалавленном «Мандукья-карика», содержится самое раннее систематическое изложение философии адвайта. Когда Шанкара позднее писал свой комментарий на «Мандукья-упанишаду», он объединил её текст с комментарием Гаудапады и прокомментировал заодно и текст «Мандукья-карики».